# آرتور مارون
آرتور مارون (انگلیسی: Arthur Marohn; ۱۴ ژوئن ۱۸۹۳ – ۱ ژانویهٔ ۲۰۰۰) بازیکن فوتبال اهل آلمان بود.
از باشگاه‌هایی که در آن بازی کرده‌است می‌توان به باشگاه فوتبال ویکتوریا ۱۸۸۹ اشاره کرد.
وی همچنین در تیم ملی فوتبال آلمان بازی کرده‌است.